# Expedition 40

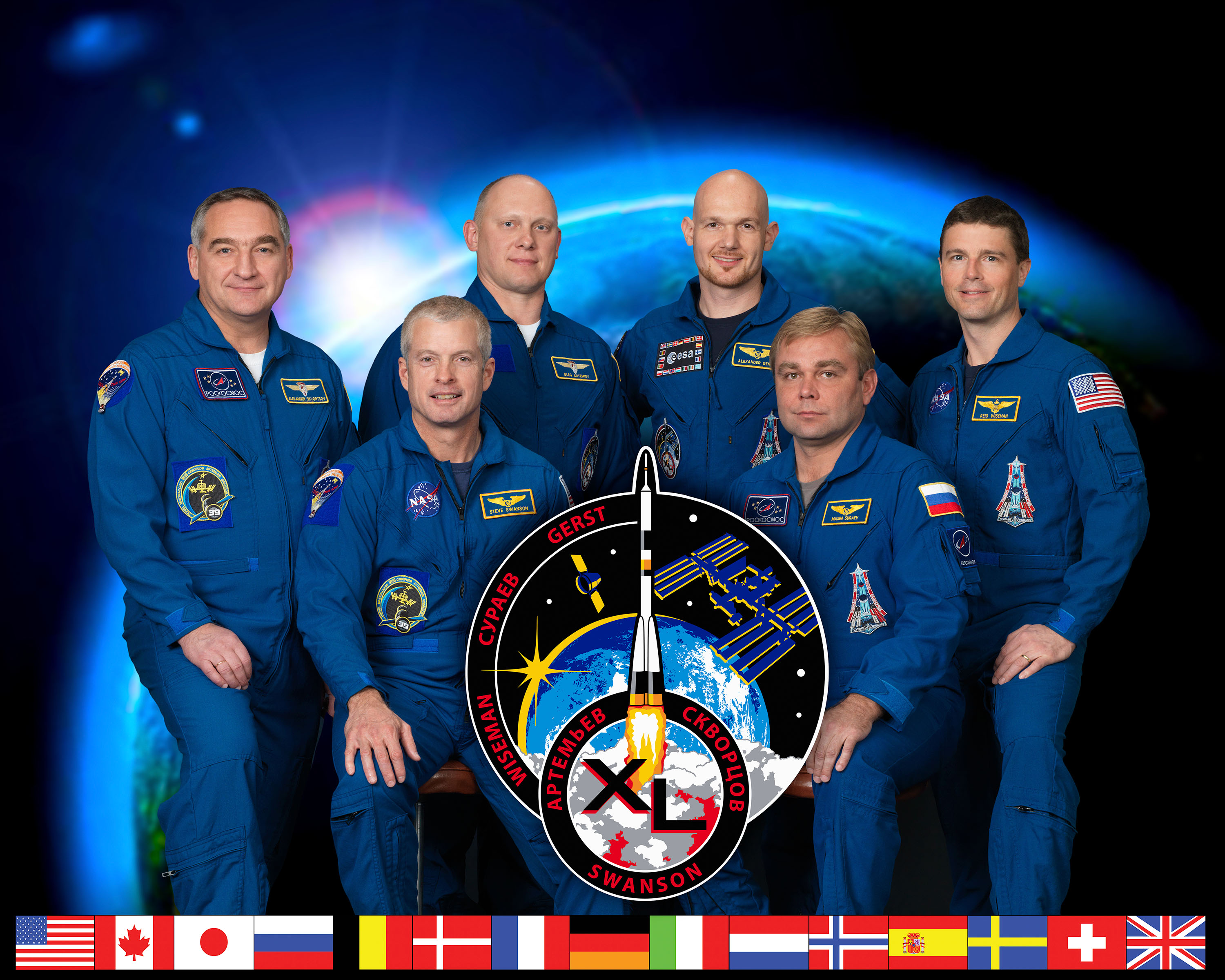
Expedition 40 besättning.

Expedition 40 var den 40:e expeditionen till Internationella rymdstationen (ISS). Expeditionen började den 13 maj 2014 då delar av Expedition 39s besättning återvände till jorden med Sojuz TMA-11M.
Maksim Surayev, Gregory R. Wiseman och Alexander Gerst anlände till stationen med Sojuz TMA-13M den 29 maj 2014.
Expeditionen avslutades den 10 september 2014 då Steven Ray Swanson, Aleksandr A. Skvortsov och Oleg Artemyev återvände till jorden med Sojuz TMA-12M.

## Besättning
| Position       | Första delen (13 - 29 maj 2014)                 | Andra delen (29 maj - 10 september 2014)        |
| -------------- | ----------------------------------------------- | ----------------------------------------------- |
| Befälhavare    | Steven Ray Swanson, NASA Hans tredje rymdfärd   | Steven Ray Swanson, NASA Hans tredje rymdfärd   |
| Flygingenjör 1 | Aleksandr A. Skvortsov, RSA Hans andra rymdfärd | Aleksandr A. Skvortsov, RSA Hans andra rymdfärd |
| Flygingenjör 2 | Oleg Artemyev, RSA Hans första rymdfärd         | Oleg Artemyev, RSA Hans första rymdfärd         |
| Flygingenjör 3 |                                                 | Maksim Surayev, RSA Hans andra rymdfärd         |
| Flygingenjör 4 |                                                 | Gregory R. Wiseman, NASA Hans första rymdfärd   |
| Flygingenjör 5 |                                                 | Alexander Gerst, ESA Hans första rymdfärd       |